# أوتش بلاغ
أوتش بلاغ هي قرية في مقاطعة ملكان، إيران. عدد سكان هذه القرية هو 118 في سنة 2006.